# Strung Out
Strung Out est un groupe de punk rock, fondé en 1989 aux États-Unis. Leur musique est un mélange de punk-rock et de métal.

## Historique
Le groupe a été fondé en 1989 à Simi Valley, en Californie. Après la sortie d'un single éponyme, Strung Out devient un des premiers groupes à signer chez Fat Wreck Chords. Leur premier album, Another Day in Paradise, sort en mai 1994. Leur second album, Suburban Teenage Wasteland Blues, sort en 1996 et rencontre un succès d'estime. En 1998 sort Twisted By Design, leur troisième album, qui marque une évolution : le style est toujours aussi rapide et technique, mais possède une tonalité plus sombre.
En 1999, Jim Cherry quitte le groupe pour aller jouer pour Pulley et Zero Down. En 2002, il mourra de problèmes cardiaques ; il est remplacé par Chris Aiken.
Son premier enregistrement avec le groupe sera l'EP The Element of Sonic Defiance, sorti en 2000. Puis, en 2002, sort leur premier album qui connaît un succès auprès du grand public, An American Paradox : c'est le premier à apparaître dans le Billboard 200. En 2003, ils participent à la série des Live in a Dive du label Fat Wreck Chords en enregistrant un album live. En 2004 sort leur cinquième album, Exile in Oblivion, qui contient le morceau Swan Dive, dédié à Jim Cherry. Le 12 juin 2007 sort leur sixième album, Blackhawks Over Los Angeles. Puis en 2009 sort leur septième album Agents of the Underground.
En 2013, le groupe a révélé qu'allait sortir un boxset contenant leurs trois premiers albums, remasterisés. Un nouvel album est également en préparation.

## Membres du groupe
- Jason Cruz au chant
- Rob Ramos à la guitare
- Jake Kiley à la guitare
- Chris Aiken à la basse (depuis 1999)
- Jordan Burns à la batterie (depuis 1992)

### Anciens membres
- Jim Cherry à la basse (jusqu'en 1999)
- Adam Austin à la batterie (jusqu'en 1992)
- Brad Morrison à la batterie (brièvement en 1992)

## Discographie

### Albums
1. Another Day in Paradise (15 mai 1994)
2. Suburban Teenage Wasteland Blues (23 avril 1996)
3. Twisted By Design (5 mai 1998)
4. An American Paradox (23 avril 2002)
5. Exile In Oblivion (2 novembre 2004)
6. Blackhawks Over Los Angeles (12 juin 2007)
7. Agents Of The Underground (29 septembre 2009)
8. Transmission Alpha Delta (24 mars 2015)
9. Songs of Armor and Devotion (2019)

### Compilations / Live
1. The Skinny Years... Before We Got Fat (10 novembre 1998, compilation de la période pré-Fat Wreck Chords)
2. Live in a Dive (22 juin 2003)
3. Prototypes and Painkillers (31 mars 2009, compilation de démos)
4. Top Contenders: The Best of Strung Out (19 juillet 2011)

### EPs
1. Crossroads & Illusions (7 avril 1998)
2. The Element Of Sonic Defiance (20 juin 2000)
3. Black Out the Sky (2018)